# Torneio de Roland Garros de 2017
O Torneio de Roland Garros de 2017 foi um torneio de tênis disputado nas quadras de saibro do Stade Roland Garros, em Paris, na França, entre 28 de maio e 11 de junho. Corresponde à 50ª edição da era aberta e à 116ª de todos os tempos.
O espanhol Rafael Nadal entrou para a história ao conquistar o décimo título no saibro parisiense, sendo o primeiro homem vencedor de tal quantidade em um mesmo torneio de Grand Slam. Derrotou o campeão de dois anos antes, o suíço Stan Wawrinka, por três sets a zero.  No feminino, a letã Jeļena Ostapenko, de apenas 20 anos, conquistou o primeiro título da carreira, sendo este de Grand Slam, derrotando a romena Simona Halep, que tinha a chance de levar o primeiro título na categoria e se tornar uma inédita nº1 do ranking mundial. Jelena era uma não cabeça de chave, sendo apenas a quinta vez na Era Aberta que isso aconteceu na história do torneio.
Novak Djokovic e Garbiñe Muguruza, os defensoress dos títulos de simples até então, foram eliminados na quartas de final e quarta fase, respectivamente. Pela primeira vez na história do torneio, os recentes campeões do Australian Open - Serena Williams e Roger Federer - anunciaram a desistência de Roland Garros antes de seu início.
Nas duplas, a decisão sem cabeças de chave no masculino premiou, pela primeira vez, o norte-americano Ryan Harrison e o neo-zelandês Michael Venus. A americana Bethanie Mattek-Sands e a tcheca Lucie Safarova levantaram o quinto troféu de torneio Grand Slam, sendo este o segundo Roland Garros da parceria. Nas mistas, mais debutantes: a canadense Gabriela Dabrowski e o experiente indiano Rohan Bopanna.

## Tie-break em set decisivo
A partir deste ano, o Torneio de Roland Garros contará tie-break no set decisivo, mas apenas nos qualificatórios e nos eventos juvenis.

## Transmissão
Esta é a lista de países e canais designados a transmitir o torneio durante a edição em questão:
Países lusófonos

| País(es) | Canal(is)       |
| -------- | --------------- |
| Brasil   | Band BandSports |
| Portugal | Eurosport       |

Resto do mundo
| País(es)             | Canal(is)                            |
| Países avulsos       |                                      |
| -------------------- | ------------------------------------ |
| Austrália            | Fox Sports Austrália [en]            |
| Bélgica              | RTBF                                 |
| Bósnia e Herzegovina | RTRS [en]                            |
| Canadá               | TSN                                  |
| China                | CCTV-5                               |
| Estados Unidos       | NBC Sports Tennis Channel            |
| Finlândia            | Yle                                  |
| França               | Francetv Sport Eurosport             |
| Índia                | Star Sports                          |
| Irlanda              | Setanta Sports [en]                  |
| Japão                | WOWOW TV Tokyo                       |
| Nova Zelândia        | Sky [en]                             |
| Países Baixos        | NOS                                  |
| Reino Unido          | itv Sport                            |
| Suíça                | SRG SSR                              |
| Tailândia            | Channel 7                            |
| Regiões              |                                      |
| África               | Canal+ International [fr] SuperSport |
| América espanhola    | ESPN                                 |
| Ásia                 | Fox Sports (Ásia)                    |
| Europa               | Eurosport                            |
| Oceania              | Fox Sports                           |
| Oriente Médio        | beIN Sports                          |

## Pontuação e premiação

### Distribuição de pontos
ATP e WTA informam suas pontuações em Grand Slam, distintas entre si, em simples e em duplas. A ITF responde exclusivamente pelos juvenis e cadeirantes.
Considerados torneios amistosos, os de duplas mistas e lendárias não geram pontos.
No juvenil, os simplistas jogam duas fases de qualificatório, mas só os que passam à chave principal pontuam. Em duplas, a pontuação é por jogador. A partir da fase com 16, os competidores recebem pontos adicionais de bônus (os valores da tabela já somam as duas pontuações).

#### Profissional
| Evento            | V    | F    | SF  | QF  | R16 | R32 | R64 | R128 | Q  | Q3 | Q2 | Q1 |
| Simples masculino | 2000 | 1200 | 720 | 360 | 180 | 90  | 45  | 10   | 25 | 16 | 8  | 0  |
| Duplas masculinas | 2000 | 1200 | 720 | 360 | 180 | 90  | 0   | —    | —  | —  | —  | —  |
| Simples feminino  | 2000 | 1300 | 780 | 430 | 240 | 130 | 70  | 10   | 40 | 30 | 20 | 2  |
| Duplas femininas  | 2000 | 1300 | 780 | 430 | 240 | 130 | 10  | —    | —  | —  | —  | —  |

| Evento            | V   | F   | SF  | QF  | R16 | R32 | R64 | Q  | Q2 | Q1 |
| Simples Masculino | 375 | 270 | 180 | 120 | 75  | 30  | 25* | 20 | 0  | 0  |
| Simples Feminino  | 375 | 270 | 180 | 120 | 75  | 30  | 25* | 20 | 0  | 0  |
| Duplas Masculinas | 270 | 180 | 120 | 75  | 45  | 0   | —   | —  | —  | —  |
| Duplas Femininas  | 270 | 180 | 120 | 75  | 45  | 0   | —   | —  | —  | —  |

| Evento  | V   | F   | SF/3º lugar | QF/4º lugar |
| Simples | 800 | 500 | 375         | 100         |
| Duplas  | 800 | 500 | 100         | —           |

### Premiação
A premiação geral aumentou 12% em relação a 2016. Os títulos de simples tiveram um acréscimo de € 100.000 cada.
O número de participantes em simples se difere somente na fase qualificatória (128 homens contra 96 mulheres). Os valores para duplas são por par. Diferentemente da pontuação, não há recompensa aos vencedores do qualificatório.
As duplas lendárias jogam três eventos: acima e abaixo de 45 anos no masculino e sem limite de idade no feminino. Homens ganham mais que as mulheres. Os juvenis não são pagos.
| Evento                 | V           | F           | SF        | QF        | Últimos 16 | Últimos 32 | Últimos 64 | Últimos 128 | Q3        | Q2        | Q1        |
| Contemplados           | 1           | 1           | 2         | 4         | 8          | 16         | 32         | 64          | 16H / 12M | 32H / 24M | 64H / 48M |
| Simples (2)            | € 2.100.000 | € 1.000.000 | € 500.000 | € 300.000 | € 175.000  | € 120.000  | € 60.000   | € 35.000    | € 14.000  | € 7.000   | € 3.500   |
| Duplas (2)             | € 660.000   | € 330.000   | € 165.000 | € 90.000  | € 45.000   | € 22.500   | € 12.000   | —           | —         | —         | —         |
| Duplas mistas          | € 140.000   | € 70.500    | € 37.750  | € 17.000  | € 8.500    | € 4.500    | —          | —           | —         | —         | —         |
| Simples cadeirante (2) | € 35.000    | € 17.500    | € 8.500   | € 4.500   | —          | —          | —          | —           | —         | —         | —         |
| Duplas cadeirantes (2) | € 10.000    | € 5.000     | € 3.000   | —         | —          | —          | —          | —           | —         | —         | —         |
| Duplas lendárias (3)   | € 40.000    | € 28.000    | € 22.000* | € 18.000* | —          | —          | —          | —           | —         | —         | —         |

Total dos eventos: € 33.567.000
Per diem (estimado): € 2.433.000
Total da premiação: € 36.000.000

## Cabeças de chave
Cabeças baseados(as) nos rankings de 22 de maio de 2017. Dados de Ranking e Pontos anteriores são de 29 de maio de 2017.
A colocação individual nos rankings de duplas masculinas e femininas ajudam a definir os cabeças de chaves nestas categorias e também na de mistas.
Em verde, o(s) cabeça(s) de chave campeão(ões). Em vermelho, o(s) vice-campeão(ões).

### Simples

#### Masculino
O torneio de 2017 acontece uma semana depois no calendário em relação ao do ano anterior. Por isso, os pontos a defender incluem os do Torneio de Roland Garros de 2016 e os da semana de 6 de junho de 2016 (ATP de Stuttgart e ATP de 's-Hertogenbosch).
| Cabeça | Ranking | Jogador               | Pontos anteriores | Pontos a defender | Pontos conquistados | Nova pontuação | Eliminado na | Eliminado por             |
| ------ | ------- | --------------------- | ----------------- | ----------------- | ------------------- | -------------- | ------------ | ------------------------- |
| 1      | 1       | Andy Murray           | 10.370            | 1.200             | 720                 | 9.890          | SF           | Stan Wawrinka [3]         |
| 2      | 2       | Novak Djokovic        | 7.445             | 2.000             | 360                 | 5.805          | QF           | Dominic Thiem [6]         |
| 3      | 3       | Stan Wawrinka         | 5.695             | 720               | 1.200               | 6.175          | F            | Rafael Nadal [4]          |
| 4      | 4       | Rafael Nadal          | 5.375             | 90                | 2.000               | 7.285          | Campeão      | –                         |
| 5      | 6       | Milos Raonic          | 4.450             | 180               | 180                 | 4.450          | 4ª fase      | Pablo Carreño Busta [20]  |
| 6      | 7       | Dominic Thiem         | 4.145             | 720+250           | 720+90              | 3.985          | SF           | Rafael Nadal [4]          |
| 7      | 8       | Marin Čilić           | 3.765             | 10                | 360                 | 4.115          | QF           | Stan Wawrinka [3]         |
| 8      | 9       | Kei Nishikori         | 3.650             | 180               | 360                 | 3.830          | QF           | Andy Murray [1]           |
| 9      | 10      | Alexander Zverev      | 3.150             | 90                | 10                  | 3.070          | 1ª fase      | Fernando Verdasco         |
| 10     | 12      | David Goffin          | 3.055             | 360               | 90                  | 2.785          | 3ª fase, ab. | Horacio Zeballos          |
| 11     | 13      | Grigor Dimitrov       | 2.900             | 10                | 90                  | 2.980          | 3ª fase      | Pablo Carreño Busta [20]  |
| 12     | 11      | Jo-Wilfried Tsonga    | 3.120             | 90                | 10                  | 3.040          | 1ª fase      | Renzo Olivo               |
| 13     | 14      | Tomáš Berdych         | 2.885             | 360               | 45                  | 2.570          | 2ª fase      | Karen Khachanov           |
| 14     | 15      | Jack Sock             | 2.415             | 90                | 10                  | 2.335          | 1ª fase      | Jiří Veselý               |
| 15     | 16      | Gaël Monfils          | 2.365             | 0                 | 180                 | 2.545          | 4ª fase      | Stan Wawrinka [3]         |
| 16     | 17      | Lucas Pouille         | 2.320             | 45                | 90                  | 2.365          | 3ª fase      | Albert Ramos Viñolas [19] |
| 17     | 18      | Roberto Bautista Agut | 2.155             | 180               | 180                 | 2.155          | 4ª fase      | Rafael Nadal [4]          |
| 18     | 19      | Nick Kyrgios          | 2.155             | 90                | 45                  | 2.110          | 2ª fase      | Kevin Anderson            |
| 19     | 20      | Albert Ramos Viñolas  | 2.065             | 360               | 180                 | 1.885          | 4ª fase      | Novak Djokovic [2]        |
| 20     | 21      | Pablo Carreño Busta   | 2.045             | 45                | 360                 | 2.360          | QF, ab.      | Rafael Nadal [4]          |
| 21     | 22      | John Isner            | 2.020             | 180               | 90                  | 1.930          | 3ª fase      | Karen Khachanov           |
| 22     | 23      | Pablo Cuevas          | 1.865             | 90                | 90                  | 1.865          | 3ª fase      | Fernando Verdasco         |
| 23     | 24      | Ivo Karlović          | 1.820             | 90+90             | 45+45               | 1.730          | 2ª fase      | Horacio Zeballos          |
| 24     | 25      | Richard Gasquet       | 1.605             | 360               | 90                  | 1.335          | 3ª fase, ab. | Gaël Monfils [15]         |
| 25     | 26      | Steve Johnson         | 1.565             | 10                | 90                  | 1.645          | 3ª fase      | Dominic Thiem [6]         |
| 26     | 27      | Gilles Müller         | 1.530             | 10+150            | 10+45               | 1.425          | 1ª fase      | Guillermo García López    |
| 27     | 28      | Sam Querrey           | 1.495             | 10+90             | 10+20               | 1.425          | 1ª fase      | Chung Hyeon               |
| 28     | 29      | Fabio Fognini         | 1.350             | 10                | 90                  | 1.430          | 3ª fase      | Stan Wawrinka [3]         |
| 29     | 30      | Juan Martín del Potro | 1.325             | 0+90              | 90+0                | 1.325          | 3ª fase      | Andy Murray [1]           |
| 30     | 33      | David Ferrer          | 1.185             | 180+45            | 45+0                | 1.005          | 2ª fase      | Feliciano López           |
| 31     | 32      | Gilles Simon          | 1.200             | 90+45             | 10+20               | 1.095          | 1ª fase      | Nikoloz Basilashvili      |
| 32     | 31      | Mischa Zverev         | 1.311             | (20)              | 10                  | 1.301          | 1ª fase      | Stefano Napolitano [Q]    |

##### Desistências
| Ranking | Jogador       | Pontos anteriores | Pontos a defender | Nova pontuação | Motivo            |
| ------- | ------------- | ----------------- | ----------------- | -------------- | ----------------- |
| 5       | Roger Federer | 5.035             | 0+90              | 4.945          | Mudança de agenda |

#### Feminino
O torneio de 2017 acontece uma semana depois no calendário em relação ao do ano anterior. Por isso, os pontos a defender incluem os do Torneio de Roland Garros de 2016 e os da semana de 6 de junho de 2016 (WTA de Nottingham e WTA de 's-Hertogenbosch).
| Cabeça | Ranking | Jogadora                 | Pontos anteriores | Pontos a defender | Pontos conquistados | Nova pontuação | Eliminada na | Eliminada por             |
| ------ | ------- | ------------------------ | ----------------- | ----------------- | ------------------- | -------------- | ------------ | ------------------------- |
| 1      | 1       | Angelique Kerber         | 7.035             | 10                | 10                  | 7.035          | 1ª fase      | Ekaterina Makarova        |
| 2      | 3       | Karolína Plíšková        | 6.100             | 10+280            | 780+100             | 6.690          | SF           | Simona Halep [3]          |
| 3      | 4       | Simona Halep             | 5.790             | 240               | 1.300               | 6.850          | F            | Jeļena Ostapenko          |
| 4      | 5       | Garbiñe Muguruza         | 4.636             | 2.000             | 240                 | 2.876          | 4ª fase      | Kristina Mladenovic [13]  |
| 5      | 6       | Elina Svitolina          | 4.575             | 240               | 430                 | 4.765          | QF           | Simona Halep [3]          |
| 6      | 7       | Dominika Cibulková       | 4.480             | 130               | 70                  | 4.420          | 2ª fase      | Ons Jabeur [LL]           |
| 7      | 8       | Johanna Konta            | 4.330             | 10                | 10                  | 4.330          | 1ª fase      | Hsieh Su-wei              |
| 8      | 9       | Svetlana Kuznetsova      | 4.310             | 240               | 240                 | 4.310          | 4ª fase      | Caroline Wozniacki [11]   |
| 9      | 10      | Agnieszka Radwańska      | 4.095             | 240               | 130                 | 3.985          | 3ª fase      | Alizé Cornet              |
| 10     | 11      | Venus Williams           | 3.941             | 240               | 240                 | 3.941          | 4ª fase      | Timea Bacsinszky [30]     |
| 11     | 12      | Caroline Wozniacki       | 3.915             | 0                 | 430                 | 4.345          | QF           | Jeļena Ostapenko          |
| 12     | 13      | Madison Keys             | 3.163             | 240               | 70                  | 2.993          | 2ª fase      | Petra Martić [Q]          |
| 13     | 14      | Kristina Mladenovic      | 2.915             | 130+180           | 430+60              | 3.095          | QF           | Timea Bacsinszky [30]     |
| 14     | 15      | Elena Vesnina            | 2.816             | 70                | 130                 | 2.876          | 3ª fase      | Carla Suárez Navarro [21] |
| 15     | 16      | Petra Kvitová            | 2.780             | 130               | 70                  | 2.720          | 2ª fase      | Bethanie Mattek-Sands [Q] |
| 16     | 17      | Anastasia Pavlyuchenkova | 2.640             | 130               | 70                  | 2.580          | 2ª fase      | Verónica Cepede Royg      |
| 17     | 19      | Anastasija Sevastova     | 2.165             | 70                | 130                 | 2.225          | 3ª fase      | Petra Martić [Q]          |
| 18     | 18      | Kiki Bertens             | 2.395             | 780               | 70                  | 1.685          | 2ª fase      | Catherine Bellis          |
| 19     | 20      | Coco Vandeweghe          | 2.082             | 70+280            | 10+1                | 1.743          | 1ª fase      | Magdaléna Rybáriková [PR] |
| 20     | 21      | Barbora Strýcová         | 2.050             | 130               | 70                  | 1.990          | 2ª fase      | Alizé Cornet              |
| 21     | 23      | Carla Suárez Navarro     | 1.800             | 240               | 240                 | 1.800          | 4ª fase      | Simona Halep [3]          |
| 22     | 25      | Mirjana Lučić-Baroni     | 1.746             | 70                | 10                  | 1.686          | 1ª fase      | Çağla Büyükakçay          |
| 23     | 22      | Samantha Stosur          | 1.945             | 780               | 240                 | 1.405          | 4ª fase      | Jeļena Ostapenko          |
| 24     | 24      | Daria Gavrilova          | 1.755             | 10                | 10                  | 1.755          | 1ª fase      | Elise Mertens             |
| 25     | 26      | Lauren Davis             | 1.611             | 10                | 10                  | 1.611          | 1ª fase      | Carina Witthöft           |
| 26     | 28      | Daria Kasatkina          | 1.580             | 130               | 130                 | 1.580          | 3ª fase      | Simona Halep [3]          |
| 27     | 29      | Yulia Putintseva         | 1.550             | 430               | 130                 | 1.250          | 3ª fase      | Garbiñe Muguruza [4]      |
| 28     | 27      | Caroline Garcia          | 1.595             | 70                | 430                 | 1.955          | QF           | Karolína Plíšková [2]     |
| 29     | 30      | Ana Konjuh               | 1.527             | 70+57             | 70+20               | 1.490          | 2ª fase      | Magda Linette             |
| 30     | 31      | Timea Bacsinszky         | 1.523             | 430               | 780                 | 1.873          | SF           | Jeļena Ostapenko          |
| 31     | 33      | Roberta Vinci            | 1.490             | 10                | 10                  | 1.490          | 1ª fase      | Monica Puig               |
| 32     | 34      | Zhang Shuai              | 1.490             | 70                | 130                 | 1.550          | 3ª fase      | Svetlana Kuznetsova [8]   |

##### Desistências
| Ranking | Jogadora        | Pontos anteriores | Pontos a defender | Nova pontuação | Motivo                                         |
| ------- | --------------- | ----------------- | ----------------- | -------------- | ---------------------------------------------- |
| 2       | Serena Williams | 6.110             | 1.300             | 4.810          | Gravidez                                       |
| 32      | Laura Siegemund | 1.510             | 10                | 1.500          | Lesão no joelho (ruptura no ligamento cruzado) |

### Duplas
| Cabeça | Ranking | Equipe                | Equipe                 |
| ------ | ------- | --------------------- | ---------------------- |
| 1      | 3       | Henri Kontinen        | John Peers             |
| 2      | 8       | Pierre-Hugues Herbert | Nicolas Mahut          |
| 3      | 12      | Bob Bryan             | Mike Bryan             |
| 4      | 14      | Łukasz Kubot          | Marcelo Melo           |
| 5      | 17      | Jamie Murray          | Bruno Soares           |
| 6      | 26      | Feliciano López       | Marc López             |
| 7      | 27      | Ivan Dodig            | Marcel Granollers      |
| 8      | 28      | Raven Klaasen         | Rajeev Ram             |
| 9      | 45      | Rohan Bopanna         | Pablo Cuevas           |
| 10     | 46      | Pablo Carreño Busta   | Guillermo García López |
| 11     | 47      | Jean-Julien Rojer     | Horia Tecău            |
| 12     | 49      | Marcin Matkowski      | Édouard Roger-Vasselin |
| 13     | 52      | Florin Mergea         | Aisam-ul-Haq Qureshi   |
| 14     | 53      | Fabrice Martin        | Daniel Nestor          |
| 15     | 66      | Oliver Marach         | Mate Pavić             |
| 16     | 72      | Juan Sebastián Cabal  | Robert Farah           |

| Cabeça | Ranking | Equipe                | Equipe                      |
| ------ | ------- | --------------------- | --------------------------- |
| 1      | 3       | Bethanie Mattek-Sands | Lucie Šafářová              |
| 2      | 6       | Ekaterina Makarova    | Elena Vesnina               |
| 3      | 15      | Chan Yung-jan         | Martina Hingis              |
| 4      | 22      | Sania Mirza           | Yaroslava Shvedova          |
| 5      | 22      | Tímea Babos           | Andrea Hlaváčková           |
| 6      | 32      | Lucie Hradecká        | Kateřina Siniaková          |
| 7      | 37      | Julia Görges          | Barbora Strýcová            |
| 8      | 39      | Abigail Spears        | Katarina Srebotnik          |
| 9      | 43      | Gabriela Dabrowski    | Xu Yifan                    |
| 10     | 53      | Raquel Atawo          | Jeļena Ostapenko            |
| 11     | 54      | Anna-Lena Grönefeld   | Květa Peschke               |
| 12     | 56      | Chan Hao-ching        | Barbora Krejčíková          |
| 13     | 58      | Kiki Bertens          | Johanna Larsson             |
| 14     | 63      | Svetlana Kuznetsova   | Kristina Mladenovic         |
| 15     | 64      | Andreja Klepač        | María José Martínez Sánchez |
| 16     | 65      | Christina McHale      | Monica Niculescu            |
| 17     | 70      | Darija Jurak          | Anastasia Rodionova         |
| 18     | 75      | Eri Hozumi            | Miyu Kato                   |

#### Mistas
| Cabeça | Ranking | Equipe             | Equipe                 |
| ------ | ------- | ------------------ | ---------------------- |
| 1      | 11      | Chan Yung-jan      | John Peers             |
| 2      | 19      | Sania Mirza        | Ivan Dodig             |
| 3      | 27      | Andrea Hlaváčková  | Édouard Roger-Vasselin |
| 4      | 34      | Katarina Srebotnik | Raven Klaasen          |
| 5      | 39      | Yaroslava Shvedova | Alexander Peya         |
| 6      | 42      | Chan Hao-ching     | Jean-Julien Rojer      |
| 7      | 42      | Gabriela Dabrowski | Rohan Bopanna          |
| 8      | 43      | Jeļena Ostapenko   | Bruno Soares           |

## Convidados à chave principal
Os jogadores a seguir receberam convite para disputar diretamente a chave principal baseados em seleções internas e recentes desempenhos.

### Simples
| Masculino | Feminino |
| --- | --- |
| - Julien Benneteau - Benjamin Bonzi - Mathias Bourgue - Alex De Minaur - Quentin Halys - Laurent Lokoli - Alexandre Müller - Tennys Sandgren | - Tessah Andrianjafitrimo - Amanda Anisimova - Fiona Ferro - Jaimee Fourlis - Myrtille Georges - Amandine Hesse - Alizé Lim - Chloé Paquet |

### Duplas
| Masculinas | Femininas | Mistas |
| --- | --- | --- |
| - Grégoire Barrère / Albano Olivetti - Mathias Bourgue / Paul-Henri Mathieu - Kenny de Schepper / Vincent Millot - Jonathan Eysseric / Tristan Lamasine - Quentin Halys / Adrian Mannarino - Grégoire Jacq / Hugo Nys - Constant Lestienne / Corentin Moutet | - Audrey Albié / Harmony Tan - Tessah Andrianjafitrimo / Amandine Hesse - Manon Arcangioli / Alizé Lim - Fiona Ferro / Margot Yerolymos - Myrtille Georges / Chloé Paquet - Giulia Morlet / Diane Parry - Marine Partaud / Virginie Razzano | - Alizé Cornet / Jonathan Eysseric - Myrtille Georges / Geoffrey Blancaneaux - Jessica Moore / Matt Reid - Chloé Paquet / Benoît Paire - Pauline Parmentier / Mathias Bourgue - Virginie Razzano / Vincent Millot |

## Qualificados à chave principal
O qualificatório aconteceu no Stade Roland Garros entre 22 e 26 de maio de 2017.

### Simples
| Masculino | Feminino |
| --- | --- |
| 1. Marius Copil 2. Arthur De Greef 3. Nicolás Jarry 4. Taro Daniel 5. Jozef Kovalík 6. Stefanos Tsitsipas 7. Maxime Hamou 8. Simone Bolelli 9. Santiago Giraldo 10. Marco Trungelliti 11. Teymuraz Gabashvili 12. Sergiy Stakhovsky 13. Guido Pella 14. Stefano Napolitano 15. Bjorn Fratangelo 16. Paul-Henri Mathieu | 1. Sara Errani 2. Markéta Vondroušová 3. Beatriz Haddad Maia 4. Richèl Hogenkamp 5. Ana Bogdan 6. Quirine Lemoine 7. Françoise Abanda 8. Petra Martić 9. Alison van Uytvanck 10. Miyu Kato 11. Kateryna Kozlova 12. Bethanie Mattek-Sands |

Lucky losers
| 1. Andrey Rublev | 1. Ons Jabeur |

## Eliminações em simples

### Masculino
| Final                      | Final                      | Final                    | Final                     |
| -------------------------- | -------------------------- | ------------------------ | ------------------------- |
| Stan Wawrinka [3]          |                            |                          |                           |
| Semifinais                 |                            |                          |                           |
| Andy Murray [1]            | Andy Murray [1]            | Dominic Thiem [6]        | Dominic Thiem [6]         |
| Quartas de final           |                            |                          |                           |
| Kei Nishikori [8]          | Marin Čilić [7]            | Pablo Carreño Busta [20] | Novak Djokovic [2]        |
| Quarta fase                |                            |                          |                           |
| Karen Khachanov            | Fernando Verdasco          | Gaël Monfils [15]        | Kevin Anderson            |
| Milos Raonic [5]           | Roberto Bautista Agut [17] | Horacio Zeballos         | Albert Ramos Viñolas [19] |
| Terceira fase              |                            |                          |                           |
| Juan Martín Del Potro [29] | John Isner [21]            | Pablo Cuevas [22]        | Chung Hyeon               |
| Fabio Fognini [28]         | Richard Gasquet [24]       | Kyle Edmund              | Feliciano López           |
| Guillermo García López     | Grigor Dimitrov [11]       | Jiří Veselý              | Nikoloz Basilashvili      |
| Steve Johnson [25]         | David Goffin [10]          | Lucas Pouille [16]       | Diego Schwartzman         |
| Segunda fase               |                            |                          |                           |
| Martin Kližan              | Nicolás Almagro            | Paolo Lorenzi            | Tomáš Berdych [13]        |
| Pierre-Hugues Herbert      | Nicolás Kicker             | Denis Istomin            | Jérémy Chardy             |
| Alexandr Dolgopolov        | Andreas Seppi              | Víctor Estrella Burgos   | Thiago Monteiro           |
| Renzo Olivo                | Nick Kyrgios [18]          | David Ferrer [30]        | Konstantin Kravchuk       |
| Rogério Dutra Silva        | Marco Trungelliti (Q)      | Taro Daniel (Q)          | Tommy Robredo (PR)        |
| Aljaž Bedene               | Mikhail Kukushkin          | Viktor Troicki           | Robin Haase               |
| Simone Bolelli (Q)         | Borna Ćorić                | Ivo Karlović [23]        | Sergiy Stakhovsky (Q)     |
| Thomaz Bellucci            | Benjamin Bonzi (WC)        | Stefano Napolitano (Q)   | João Sousa                |
| Primeira fase              |                            |                          |                           |
| Andrey Kuznetsov           | Laurent Lokoli (WC)        | Marcos Baghdatis         | Guido Pella (Q)           |
| Jordan Thompson            | Ričardas Berankis (PR)     | Nicolás Jarry (Q)        | Jan-Lennard Struff        |
| Alexander Zverev [9]       | Jared Donaldson            | Damir Džumhur            | Maxime Hamou (Q)          |
| Sam Querrey [27]           | Ernesto Escobedo           | Radu Albot               | Thanasi Kokkinakis (PR)   |
| Jozef Kovalík (Q)          | Carlos Berlocq             | Santiago Giraldo (Q)     | Frances Tiafoe            |
| Arthur De Greef (Q)        | Teymuraz Gabashvili (Q)    | Alexandre Müller (WC)    | Dustin Brown              |
| Jo-Wilfried Tsonga [12]    | Gastão Elias               | Malek Jaziri             | Philipp Kohlschreiber     |
| Donald Young               | Bjorn Fratangelo (Q)       | Federico Delbonis        | Ernests Gulbis (PR)       |
| Steve Darcis               | Mikhail Youzhny            | Quentin Halys (WC)       | Gilles Müller [26]        |
| Florian Mayer              | Jerzy Janowicz (PR)        | Daniel Evans             | Stéphane Robert           |
| Jack Sock [14]             | Ryan Harrison              | Tennys Sandgren (WC)     | John Millman (PR)         |
| Gilles Simon [31]          | Evgeny Donskoy             | Alex De Minaur (WC)      | Benoît Paire              |
| Bernard Tomic              | Nicolas Mahut              | Mathias Bourgue (WC)     | Yūichi Sugita             |
| Stefanos Tsitsipas (Q)     | Adrian Mannarino           | Lu Yen-hsun              | Paul-Henri Mathieu (Q)    |
| Julien Benneteau (WC)      | Dušan Lajović              | Daniil Medvedev          | Marius Copil (Q)          |
| Mischa Zverev [32]         | Andrey Rublev (LL)         | Janko Tipsarević         | Marcel Granollers         |

### Feminino
| Final                         | Final                        | Final                   | Final                   |
| ----------------------------- | ---------------------------- | ----------------------- | ----------------------- |
| Simona Halep [3]              |                              |                         |                         |
| Semifinais                    |                              |                         |                         |
| Timea Bacsinszky [30]         | Timea Bacsinszky [30]        | Karolína Plíšková [2]   | Karolína Plíšková [2]   |
| Quartas de final              |                              |                         |                         |
| Caroline Wozniacki [11]       | Kristina Mladenovic [13]     | Elina Svitolina [5]     | Caroline Garcia [28]    |
| Quarta fase                   |                              |                         |                         |
| Samantha Stosur [23]          | Svetlana Kuznetsova [8]      | Garbiñe Muguruza [4]    | Venus Williams [10]     |
| Carla Suárez Navarro [21]     | Petra Martić (Q)             | Alizé Cornet            | Verónica Cepede Royg    |
| Terceira fase                 |                              |                         |                         |
| Lesia Tsurenko                | Bethanie Mattek-Sands (Q)    | Catherine Bellis        | Zhang Shuai [32]        |
| Yulia Putintseva [27]         | Shelby Rogers                | Elise Mertens           | Ons Jabeur (LL)         |
| Magda Linette                 | Anastasija Sevastova [17]    | Elena Vesnina [14]      | Daria Kasatkina [26]    |
| Hsieh Su-wei                  | Agnieszka Radwańska [9]      | Mariana Duque Mariño    | Carina Witthöft         |
| Segunda fase                  |                              |                         |                         |
| Ekaterina Makarova            | Monica Puig                  | Kirsten Flipkens        | Petra Kvitová [15]      |
| Françoise Abanda (Q)          | Kiki Bertens [18]            | Aliaksandra Sasnovich   | Océane Dodin            |
| Anett Kontaveit               | Johanna Larsson              | Çağla Büyükakçay        | Sara Errani (Q)         |
| Kurumi Nara                   | Richèl Hogenkamp (Q)         | Madison Brengle         | Dominika Cibulková [6]  |
| Tsvetana Pironkova            | Ana Konjuh [29]              | Eugenie Bouchard        | Madison Keys [12]       |
| Varvara Lepchenko             | Sorana Cîrstea               | Markéta Vondroušová (Q) | Tatjana Maria           |
| Taylor Townsend               | Chloé Paquet (WC)            | Barbora Strýcová [20]   | Alison Van Uytvanck (Q) |
| Anastasia Pavlyuchenkova [16] | Magdaléna Rybáriková (PR)    | Pauline Parmentier      | Ekaterina Alexandrova   |
| Primeira fase                 |                              |                         |                         |
| Angelique Kerber [1]          | Kateryna Kozlova (Q)         | Louisa Chirico          | Roberta Vinci [31]      |
| Kristína Kučová               | Mandy Minella                | Evgeniya Rodina         | Julia Boserup           |
| Jaimee Fourlis (WC)           | Tessah Andrianjafitrimo (WC) | Quirine Lemoine (Q)     | Ajla Tomljanović (PR)   |
| Donna Vekić                   | Viktorija Golubic            | Camila Giorgi           | Christina McHale        |
| Francesca Schiavone           | Monica Niculescu             | Natalia Vikhlyantseva   | Myrtille Georges (WC)   |
| Mirjana Lučić-Baroni [22]     | Marina Erakovic              | Misaki Doi              | Jennifer Brady          |
| Wang Qiang                    | Amanda Anisimova (WC)        | Jelena Janković         | Daria Gavrilova [24]    |
| Sara Sorribes Tormo           | Julia Görges                 | Ana Bogdan (Q)          | Lara Arruabarrena       |
| Yaroslava Shvedova            | Mona Barthel                 | Alizé Lim (WC)          | Danka Kovinić           |
| Annika Beck                   | Risa Ozaki                   | Kateryna Bondarenko     | Ashleigh Barty          |
| Beatriz Haddad Maia (Q)       | Andrea Petkovic              | Peng Shuai              | Maria Sakkari           |
| Yanina Wickmayer              | Amandine Hesse (WC)          | Duan Yingying           | Jana Čepelová           |
| Johanna Konta [7]             | Miyu Kato (Q)                | Kristýna Plíšková       | Nao Hibino              |
| Alison Riske                  | Tímea Babos                  | Naomi Osaka             | Fiona Ferro (WC)        |
| Patricia Maria Țig            | Lucie Šafářová               | Irina-Camelia Begu      | Coco Vandeweghe [19]    |
| Lauren Davis [25]             | Irina Khromacheva            | Kateřina Siniaková      | Zheng Saisai            |

## Finais

### Profissional
| Categoria | Evento    | Campeã(s)(o/ões)                     | Vice-campeã(s)(o/ões)            | Resultado         | Chave(s)  | Chave(s)       |
| --------- | --------- | ------------------------------------ | -------------------------------- | ----------------- | --------- | -------------- |
| Simples   | Masculino | Rafael Nadal                         | Stan Wawrinka                    | 6–2, 6–3, 6–1     | principal | qualificatório |
| Simples   | Feminino  | Jeļena Ostapenko                     | Simona Halep                     | 4–6, 6–4, 6–3     | principal | qualificatório |
| Duplas    | Masculino | Ryan Harrison Michael Venus          | Santiago González Donald Young   | 7–65, 46–7, 6–3   | principal | principal      |
| Duplas    | Feminino  | Bethanie Mattek-Sands Lucie Šafářová | Ashleigh Barty Casey Dellacqua   | 6–2, 6–1          | principal | principal      |
| Duplas    | Misto     | Gabriela Dabrowski Rohan Bopanna     | Anna-Lena Grönefeld Robert Farah | 2–6, 6–2, [12–10] | principal | principal      |

### Juvenil
| Categoria | Evento    | Campeã(s)(o/ões)                  | Vice-campeã(s)(o/ões)                | Resultado      | Chave(s)  | Chave(s)       |
| --------- | --------- | --------------------------------- | ------------------------------------ | -------------- | --------- | -------------- |
| Simples   | Masculino | Alexei Popyrin                    | Nicola Kuhn                          | 7–65, 6–3      | principal | qualificatório |
| Simples   | Feminino  | Whitney Osuigwe                   | Claire Liu                           | 6–4, 56–7, 6–3 | principal | qualificatório |
| Duplas    | Masculino | Nicola Kuhn Zsombor Piros         | Vasil Kirkov Danny Thomas            | 6–4, 6–4       | principal | principal      |
| Duplas    | Feminino  | Bianca Andreescu Carson Branstine | Olesya Pervushina Anastasia Potapova | 6–1, 6–3       | principal | principal      |

### Cadeirante
| Categoria | Evento    | Campeã(s)(o/ões)               | Vice-campeã(s)(o/ões)          | Resultado      | Chave     |
| --------- | --------- | ------------------------------ | ------------------------------ | -------------- | --------- |
| Simples   | Masculino | Alfie Hewett                   | Gustavo Fernández              | 0–6, 7–69, 6–2 | principal |
| Simples   | Feminino  | Yui Kamiji                     | Sabine Ellerbrock              | 7–5, 6–4       | principal |
| Duplas    | Masculino | Stéphane Houdet Nicolas Peifer | Alfie Hewett Gordon Reid       | 6–4, 6–3       | principal |
| Duplas    | Feminino  | Marjolein Buis Yui Kamiji      | Jiske Griffioen Aniek van Koot | 6–3, 7–5       | principal |

### Outros eventos
| Categoria        | Evento                      | Campeã(s)(o/ões)                  | Vice-campeã(s)(o/ões)                 | Resultado        | Chave     |           |
| ---------------- | --------------------------- | --------------------------------- | ------------------------------------- | ---------------- | --------- | --------- |
| Duplas lendárias | Masculino acima de 45 anos  | Mansour Bahrami Fabrice Santoro   | Pat Cash Michael Chang                | 7–63, 6–3        | principal | principal |
| Duplas lendárias | Masculino abaixo de 45 anos | Sébastien Grosjean Michaël Llodra | Paul Haarhuis Andrei Medvedev         | 6–4, 3–6, [10–8] | principal | principal |
| Duplas lendárias | Feminino                    | Tracy Austin Kim Clijsters        | Lindsay Davenport Martina Navrátilová | 6–3, 3–6, [10–5] | principal | principal |